# オルティガス駅
オルティガス駅（オルティガスえき、英語: Ortigas Station）は、フィリピン・マニラ首都圏のマンダルヨンにあるマニラMRT3号線の駅。駅名は駅が位置するオルティガス・センター、または近くを通るオルティガス・アベニューに由来している。

## 歴史
- 1999年12月15日：開業。

## 駅構造
島式ホーム1面2線を有する高架駅である。

## 駅周辺
駅周辺はオルティガス・センター一帯であり、多くの高層ビルが林立している。
- 本部機能
  - アジア開発銀行
  - マニラ電力
  - UnionBank
  - Robinsons Bank
  - JGサミット・ホールディングス
- 事業所
  - 証券取引委員会
  - フィリピン海外雇用庁中央オフィス
  - 運輸省オルティガスオフィス
  - Philippine Railways Institute
- 教育機関
  - Saint Pedro Poveda College
  - La Salle Green Hills
- ショッピングモール
  - Robinsons Galleria
  - SMメガモール
  - The Podium
  - St. Francis Square Mall
- ホテル
  - Holiday Inn Manila Galleria
  - Crowne Plaza Manila Galleria
  - Oakwood Premier Joy-Nostalg Center Manila
- その他施設
  - The EDSA Shrine
  - Meralco Theater
  - Lopez Museum
  - The Medical City
  - Eton Cyberpod

駅の西側にはワックワック・ゴルフ・アンド・カントリークラブが位置している。